# Lillsjön, Linköpings kommun
Lillsjön är en sjö i Linköpings kommun i Östergötland och ingår i Motala ströms huvudavrinningsområde. Sjön har en area på 0,467 kvadratkilometer och ligger 103 meter över havet. Sjön avvattnas av vattendraget Humpån.
Sjön är belägen i Gammalkils socken, 4 km söder om Gammalkils kyrka och 3 km sydväst om Nykil. Ytans höjd över havet är 103 meter. Lillsjön omges mestadels av skog. Vid den nordöstra stranden finns en allmän badplats och i söder ligger herrgården Duseborg. Lillsjön genomflyts av Humpån.

## Delavrinningsområde
Lillsjön ingår i delavrinningsområde (646412-147535) som SMHI kallar för Mynnar i Lillån. Medelhöjden är 103 meter över havet och ytan är 19,4 kvadratkilometer. Räknas de 2 avrinningsområdena uppströms in blir den ackumulerade arean 81,78 kvadratkilometer. Humpån som avvattnar avrinningsområdet har biflödesordning 4, vilket innebär att vattnet flödar genom totalt 4 vattendrag innan det når havet efter 102 kilometer. Avrinningsområdet består mestadels av skog (23 procent), öppen mark (13 procent) och jordbruk (58 procent). Avrinningsområdet har 0,46 kvadratkilometer vattenytor vilket ger det en sjöprocent på 2,4 procent.